# Николаевка (Новокузнецкий район)
Николаевка — посёлок в Новокузнецком районе Кемеровской области. Входит в состав Сосновского сельского поселения.

## История
До 2014 года являлся центром Николаевского сельского совета в который входили  Белорус,	Нижние Кинерки	,Подгорная, Рябиновка, Тайлеп.

## География
Центральная часть населённого пункта расположена на высоте 226 метров над уровнем моря.

## Население
По данным Всероссийской переписи населения 2010 года, в посёлке Николаевка проживает 320 человек (162 мужчины, 158 женщин).